# Taeniaptera aeripennis
Taeniaptera aeripennis är en tvåvingeart som beskrevs av Günther Enderlein 1922. Taeniaptera aeripennis ingår i släktet Taeniaptera och familjen skridflugor. Inga underarter finns listade i Catalogue of Life.